# Clostridiaceae
Clostridiaceae är en familj av Clostridia och innehåller släktet Clostridium.